# Joseph Imorde
Joseph Imorde (* 14. September 1963 in Emsdetten) ist ein deutscher Kunsthistoriker, Hochschullehrer und Verleger.

## Leben
Imorde studierte Kunstgeschichte, Musikwissenschaft und Philosophie an der Ruhr-Universität Bochum und der Freien Universität Berlin, wo er 1997 mit einer Studie über Ephemere Festarchitektur des römischen Barock promovierte. Von 1997 bis 2001 war er zunächst Assistent, dann Oberassistent am Institut für Geschichte und Theorie der Architektur an der ETH Zürich. Nach Lehrtätigkeiten an den Universitäten Aachen, Berlin und Zürich erhielt er 2008 die venia legendi an der Technischen Universität Dresden für seine Habilitationsschrift Michelangelo Deutsch!. Von 2006 bis 2018 war er Redakteur von kritische berichte. Zeitschrift für Kunst- und Kulturwissenschaften. Von 2008 bis 2021 war er Professor für Neuere und Neueste Kunstgeschichte an der Universität Siegen, 2021 nahm er einen Ruf für das Fachgebiet Theorie und Geschichte an der Kunsthochschule Berlin-Weißensee an.
Imorde erhielt zahlreiche akademische Auszeichnungen und Forschungsstipendien im In- und Ausland, unter anderem war er 2005–2006 Forschungsstipendiat am Max-Planck-Institut für Kunstgeschichte Bibliotheca Hertziana, Rom; 2008–2011 Feodor-Lynen-Stipendiat der Alexander von Humboldt-Stiftung an der University of Michigan, Ann Arbor; 2011 Forschungsstipendiat des Kunsthistorischen Instituts in Florenz – Max-Planck-Institut, Florenz, und 2012 Scholar am Getty Research Institute, Los Angeles.
Im Jahre 1996 gründete er den Kunstbuchverlag »Edition Imorde«.

## Publikationen
- Präsenz und Repräsentanz. Oder: Die Kunst, den Leib Christi auszustellen. Das Vierzigstündige Gebet von seinen Anfängen bis in das Pontifikat Innocenz X., Edition Imorde, Emsdetten/Berlin 1997.
- (Hrsg.) Barocke Inszenierung, Edition Imorde, Emsdetten/Zürich 1999.
- Affektübertragung, Gebr. Mann Verlag, Berlin 2004.
- (Hrsg.) Die Grand Tour in Moderne und Nachmoderne, Max Niemeyer Verlag, Tübingen 2008 (Akten der Villa Vigoni 20).
- Michelangelo Deutsch!, Deutscher Kunstverlag, Berlin/München 2009.
- (Hrsg. mit Jörg Scheller) Superhelden. Zur Ästhetisierung und Politisierung menschlicher Außerordentlichkeit, kritische berichte 1/2011.
- (Hrsg. mit Jens Eder und Maike Reinerth) Medialität und Menschenbild, de Gruyter, Berlin 2012.
- (Hrsg. mit Jens Eder und Stefan Zahlmann) Menschenbilder in der Populärkultur. Kunst-, Bild-, Medienwissenschaften, kritische berichte 1/2013.
- (Hrsg. mit Andreas Zeising) Teilhabe am Schönen. Kunstgeschichte und Volksbildung zwischen Kaiserreich und Diktatur, Verlag und Datenbank für Geisteswissenschaften, Weimar 2013.
- (Hrsg. mit Andreas Zeising) Wahn und Wirkung. Perspektiven auf Richard Wagner, Universi Verlag, Siegen 2014.